# مکانیسم نرخ ارز اروپایی
سازوکار نرخ ارز اروپایی (انگلیسی: European Exchange Rate Mechanism) سازوکاری است موسوم به (ERM II) که از ابتدای ژانویهٔ ۱۹۹۹ اتحادیهٔ اقتصادی اروپا هدف از پیوستن به منطقهٔ پولی یورو را اعلام کرده بود تا در یک روند تدریجی وحدت پولی یورو در سیستم پولی اروپا ادغام شوند. هدف پایین آوردن نرخ ارز و دستیابی به ثبات پولی در اروپا است.
به این منظور، پس از تصویب واحد پولی یورو، سیاست تبادلات پولی ارزهای کشورهای اتحادیهٔ اروپا که در خارج از منطقهٔ یورو قرار داشتند به واحد پولی یورو تغییر پیدا کرد. چرا که هدف افزایش ثبات پولی و همچنین ایجاد سازوکار تبادل اروپایی بود تا اعضای بالقوهٔ منطقهٔ یورو به آن بپیوندند و فعالیت بخش بانکی و مالی آن‌ها تحت نظر بانک مرکزی اروپا اداره شود. از ۲۰۲۰ کرون دانمارک، کونای کرواسی و لو بلغارستان ذخایر ارزی خود را به یورو تغییر دادند.

## قصد و بهره‌برداری از نرخ ارز اروپایی۲
نرخ ارز اروپایی در حاشیه نرخ ارز ثابت قرار دارد، اما با تغییر نرخ ارز به عنوان یک سامانه نیمه‌ثابت شناخته شده‌است. قبل از معرفی یورو، نرخ ارز براساس واحد ارزی اروپا (ECU) محاسبه می‌شد، که یک واحد حساب اروپایی بود و ارزش آن به عنوان میانگین وزنی ارزهای شرکت کننده تعیین می‌شد.

## کشورهای دارای ارز تاریخی یورو عضو اتحادیهٔ اروپا
نمودار زیر خلاصهٔ کاملی از کلیهٔ کشورهای عضو اتحادیهٔ اروپا است که نرخ ارز را اعمال کردند، زیرا در تاریخ ۱۳ مارس ۱۹۷۹ سیستم پولی اروپا با سازوکار نرخ ارز اروپایی براساس واحد ارزی اروپا و ارز مشترک نو به وجود آمد. یورو جایگزین واحد ارزی اروپا ۱ شد. در بازارهای نرخ ارز، در تاریخ ۱ ژانویهٔ ۱۹۹۹. میان سال‌های ۱۹۷۹ و ۱۹۹۹ کرون دانمارک به عنوان لنگر نرخ ارزی در نرخ ارزی اروپا عمل می‌کرد، به این معنی که فقط تبادل یک ارز در برابر نرخ ارز اروپایی انجام می‌شد.
Sources: EC convergence reports 1996-2014, Italian lira , Spanish peseta, Portuguese escudo, Finish markka, Greek drachma, UK pound